# ムルロア環礁
座標: 南緯21度50分 西経138度55分 / 南緯21.833度 西経138.917度

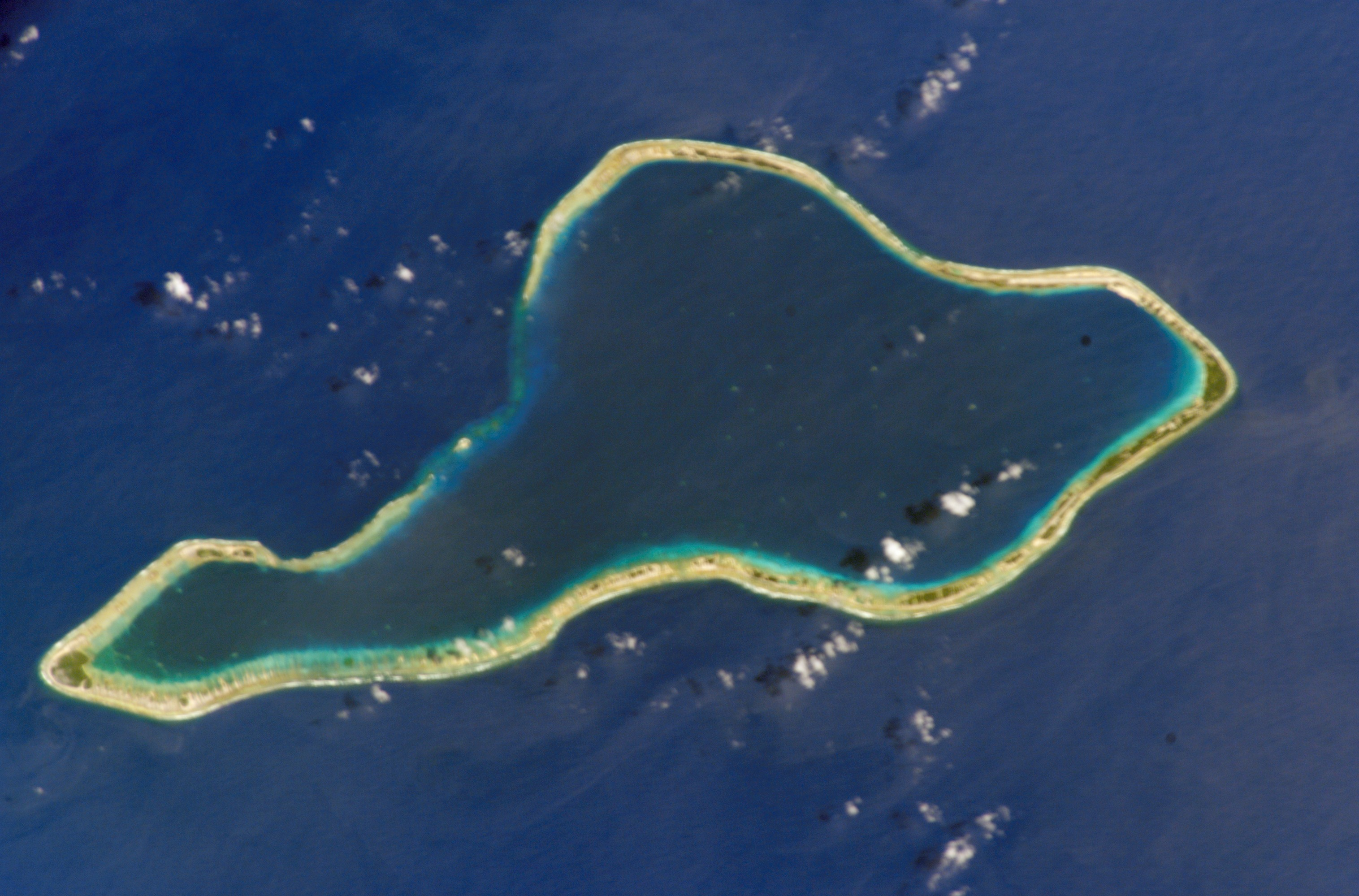
ムルロア環礁

ムルロア環礁（ムルロアかんしょう）は、南太平洋にあるフランス領ポリネシアの島、環礁。トゥアモトゥ諸島の南部にあり、位置は、南緯21°50′、西経138°55′である。

## 概要
東北東から西南西方向に長さ24km、幅13kmの大きさを持つ。礁の淵は、東側では島から約300m、西側では約160mのところにある。環礁の北西側は低くなっており、そこに外海と礁湖を結ぶ水路がある。外海と礁湖を結ぶ水路における潮流はよく変化するが、通常は水路の方向に沿って1ノット未満である。
大きな各種建造物が、礁湖の南および南西側にある。高さ15～80mの塔やクレーン、各種建造物が環礁内の各地で見られる。滑走路も北東部にある。レーダービーコンを兼ねる灯台が礁湖の中央部にある。
礁湖への航路は水深10m、幅100mで確保されており、ブイやビーコンで示されている。礁湖内においては、水先案内による誘導が義務となっている。そのため、ムルロアに到着する船舶は、環礁から54km（30マイル）以内に接近したとき、2716kHzで地方自治体と交信し、到着予定時刻を知らせておく必要がある。
水先案内人は、VHFの11チャンネルでコンタクトを取り、進入ブイの沖合いで移乗する。環礁内には、停泊箇所が何箇所かあり、水深11mの埠頭などがある。礁湖内の水深は平均37mであるが、サンゴ礁がパッチ状に分布し、航行には注意が必要である。なお、礁湖東部の水深は20～30mであり、水深の変化は少ない。礁湖への進入にあたっては、礁湖中央部の灯台へ向かい方位96.5度で進入する。ただし、礁湖の口が北西方向にあるため、北西からの風がある際は、礁湖内の海面が荒れることがある。
ムルロアへの進入は、チェーンによって規制されることがある。チェーンは、地元のフランス軍当局の指示により動かされる。ムルロア環礁は核実験場であったため、フランスの重要防護地帯に指定されている。この防護地帯の指定は、環礁全体であり、その境界は水路口の両岸を結んだ線にある。許可なき入域は禁止されている。

## 核実験場として
ムルロア環礁は、近隣のファンガタウファ環礁と同じく、1966年から1996年までフランスの核実験場であった。約200回の大気圏内（1974年まで）および地下核実験（1975年以降）が行われた。そのため、核廃絶を訴える団体による船舶の抗議行動が度々行われている。
大気圏内核実験を行っていた当時は、フランス太平洋地域原子力当局から実験の開始時間が公表され、船舶が立ち入らないよう警告が行われた。1971年6月29日に示された例では、船舶の立入禁止の半径は120カイリ（約220km）。
1970年、ムルロア実験反対委員会（ATOM）は、南太平洋大学の教員・学生自治会、キリスト教諸教会のフィジー教会会議、フィジーYMCAなどによって結成された。1975年、ATOMはフィジーやパプアニューギニアの労働組合、太平洋教会会議、環境団体、反植民地主義団体などとともに非核太平洋会議（後に非核独立太平洋会議）をスヴァで開いた。この団体はフランスの核実験反対をはじめとして、太平洋の非核化を訴え・進めることや南太平洋の各種団体が一堂に会するという画期的な組織である。また、非核太平洋条約草案を発表している。
2013年に機密解除された核実験関連文書によれば、1974年に行われた核実験「サントール」だけでも、当時のフランス領ポリネシアのほぼ全人口に相当する約11万人が汚染されていたとことが推定されている。